# MyHeritage
MyHeritage è un social network dedicato alle famiglie ed un servizio di genealogia. Permette ai membri di creare il proprio sito di famiglia, condividere foto e video, organizzare eventi di famiglia, creare alberi genealogici, e cercare i propri antenati. Con 30 milioni di utenti, MyHeritage è uno dei più popolari social network di genealogia.

## Storia
Nel 2003, il CEO Gilad Japhet e un team di appassionati di genealogia fondano MyHeritage nel salotto di Japhet nella piccola città di Bnei Atarot, appena fuori Tel Aviv, Israele.
Nell'arco di sei anni, la società diviene una comunità di 30 milioni di utenti, con 320 milioni di profili online. Ci sono 6 milioni di alberi genealogici nel sito, che è disponibile in 34 lingue. Questo fa di MyHeritage la seconda più grande società di genealogia al mondo, ed il social network per famiglie con la più rapida diffusione.
Nel 2008 l'azienda riceve un finanziamento di 15 milioni di dollari, quando la società di venture capital Index Ventures si unisce ad Accel, che aveva precedentemente investito in MyHeritage. Nel 2008, MyHeritage acquisisce Kindo, un altro social network per famiglie che era popolare in Europa.
Nel 2012 MyHeritage compra il suo rivale GENI.
Nel 2019 la società israeliana sponsorizza la 64ª edizione del concorso canoro Eurovision Song Contest.

## Servizi web

### Pagine di famiglia
La linea di servizi di MyHeritage si focalizzano sui servizi alle famiglie, storici e genealogisti. Il suo servizio principale sono le pagine di famiglia che sono profili online per l'intera famiglia. I membri possono usare le loro pagine di famiglia per invitare altri membri della famiglia, condividere foto e video, annotare ricorrenze come feste di compleanno ed eventi, e restare in contatto con la loro famiglia.

### Photo tagging
MyHeritage è in grado di taggare automaticamente i volti delle persone nelle foto che i membri caricano nelle loro pagine di famiglia. Se la persona nella foto è nell'albero di famiglia, allora il software può anche identificarlo automaticamente.

### Celebrity look-alikes
MyHeritage offre il riconoscimento facciale che permette all'utente di caricare una foto di se stessi e scoprire a chi assomigliano. Gli utenti possono confrontare i loro volti con le celebrità e anche scoprire se un bambino assomiglia di più alla madre o al padre. Il software è capace di individuare e di riconoscere i visi umani automaticamente, senza che l'utente debba taggare il loro viso nelle foto.

### Ricerca
La ricerca genealogica di MyHeritage consente all'utente di cercare i propri antenati online. La società utilizza un motore metasearch, che cerca e acquisisce il suo database ed interroga altri 1.526 database.
Gli utenti possono scegliere fino a cinque variazioni di spelling per fare ricerche usando, allo stesso tempo, sia il metodo Soundex che il Megadex. Megadex è unico a MyHeritage e permette agli utenti di selezionare un set delle più comuni varianti di pronuncia e scrittura dei nomi ed effettua la ricerca con questo set selezionato. Anche se il database non supporta Soundex, tutti i database interrogati supportano Megadex, che rende la ricerca più affidabile ed efficace. I ricercatori possono anche conservare ed annotare i loro risultati.
La società pubblica due blog. Uno si concentra sulla comunità online, famiglie ed argomenti che interessano le famiglie e lo sviluppo di nuovi prodotti. L'altro si concentra sulla genealogia, novità nel settore e le migliori risorse, metodi, e strumenti per la ricerca delle storie di famiglia.

### MyHeritage DNA
MyHeritage DNA è un servizio di test genetici lanciato da MyHeritage nel 2016. I risultati del DNA sono ottenuti da kit di test, consentendo agli utenti di raccogliere campioni a casa utilizzando tamponi orali. I risultati forniscono corrispondenze del DNA e stime del profilo genetico consentendo per correlazione di dedurre probabili origini etniche.

## Software di genealogia

### Family Tree Builder
È possibile scaricare il Family Tree Builder (FTB) che consente agli utenti di costruire un albero genealogico. Gli utenti possono aggiungere il compleanno, le date di decesso e di matrimonio; note riguardo a dove i loro antenati hanno vissuto, alla loro professione, agli hobby e interessi e foto degli antenati. Il programma può anche creare grafici che mostrano le parentele tra le persone. Gli utenti possono costruire il loro albero genealogico sia offline che online e gli alberi offline possono essere pubblicati nel sito di famiglia.
FTB ha la funzione Smart Matching che cerca nel database di MyHeritage per individuare profili corrispondenti negli alberi genealogici. Il programma controlla il nome, la data di nascita e i genitori del riferimento nel database e quando trova profili identici, avvisa gli utenti che hanno creato ciascun albero, i quali possono poi confermare la corrispondenza o meno. Questo permette alle persone di condividere il loro albero di famiglia e la loro ricerca genealogica con l'intera comunità di MyHeritage. I genealogisti possono trovare altri ricercatori con antenati in comune e completare il quadro del loro albero di famiglia che altre persone hanno compilato.
FTB è disponibile in 34 lingue e supporta l'inserimento dei dati bilingue.